# Pentti Sammallahti

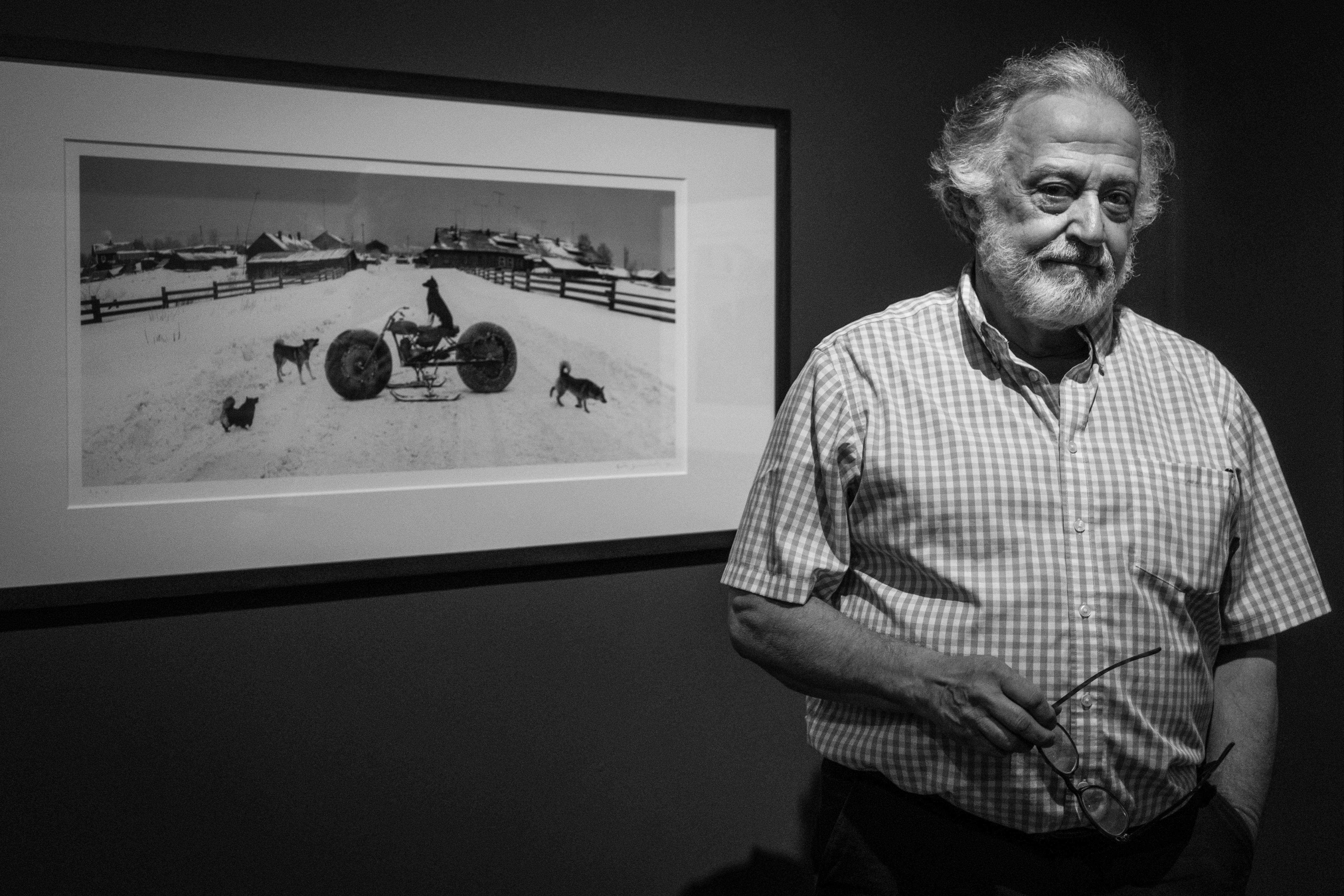
Pentti Sammallahti framför en bild som Henri Cartier-Bresson valde ut för invigningsfotoutställningen på sin stiftelse i Paris 2004, 2017. Bilden är från utkanten av Solovetskij på Solovki, en ö i Vita havet, och tagen 1992.

Pentti Ilmari Sammallahti, född 18 februari 1950 i Helsingfors, är en finländsk fotograf.
Pentti Sammalahti var sonson till fotografen Hildur Larsson Sammallahti och bror till språkvetaren Pekka Sammallahti. Han var 1970–1973 elev till och assistent hos Matti A. Pitkänen. Med sina bilder har han skildrat framför allt samhällen och miljöer runt om i världen som han besökt under sina resor. Resultatet har han redovisat dels på utställningar, dels i en lång rad fotoböcker, bland vilka särskilt kan nämnas Pohjolan yö I-II (1982 -83), Venäjän tie (1994) och Helsingforsboken Staden - Kaupunki (2006, med dikter av Bo Carpelan). Han har företrädesvis arbetat i svartvitt. 
Han undervisade vid Konstindustriella högskolan 1974–1991. 

## Utmärkelser
- Pro Finlandia-medaljen av Finlands Lejons orden,  6 december 2006[1]
- Kommendörstecknet av Finlands Lejons orden,  6 december 2024[2]

[Redigera Wikidata]